# Roger Etchegaray

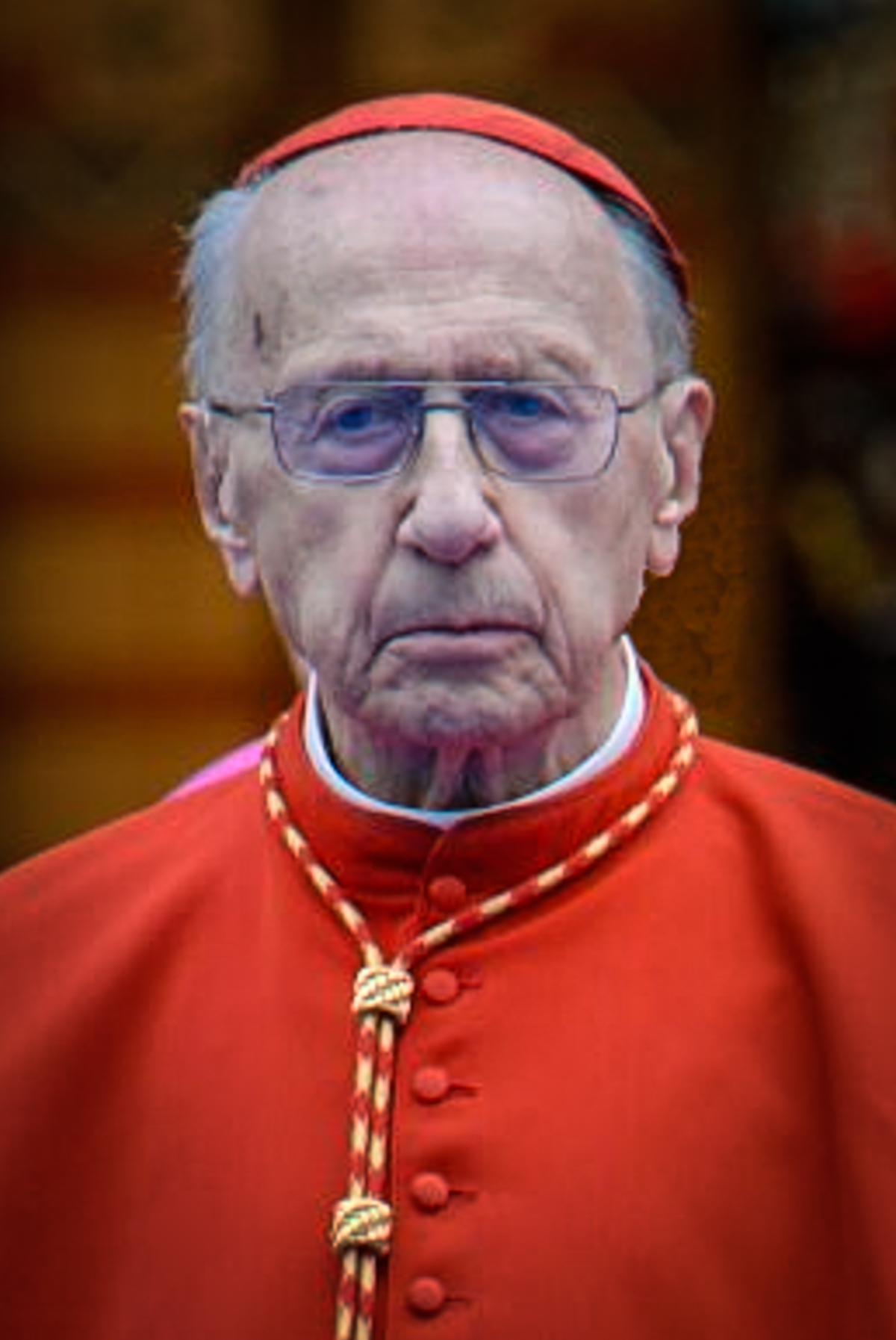
Roger Etchegaray in Sarajevo (2012)

Roger Marie Élie Kardinal Etchegaray (* 25. September 1922 in Espelette, Frankreich; † 4. September 2019 in Cambo-les-Bains) war Erzbischof von Marseille und Kurienkardinal der römisch-katholischen Kirche und bis 2017 auch Subdekan des Kardinalskollegiums. Von 1971 bis 1979 war er erster Präsident des Rates der europäischen Bischofskonferenzen.
Nach dem Tod von Franciszek Macharski im August 2016 war Etchegaray der letzte noch lebende Kardinal des Konsistoriums vom Juni 1979 und damit der dienstälteste lebende Kardinal. Für einen Tag war er nach dem Tod von José de Jesús Pimiento Rodriguez am 3. September 2019 auch der älteste lebende Kardinal.

## Leben
Roger Etchegaray, gebürtiger Baske und Sohn eines Landmaschinenmechanikers, trat in jungen Jahren bereits in das Kleine Seminar in Ustaritz ein. Am Priesterseminar in Bayonne studierte er Philosophie und Katholische Theologie. An der Päpstlichen Universität Gregoriana in Rom absolvierte er ein weiteres Lizenziatsstudium in Theologie und Doktoratsstudium in Kanonischem Recht. Am 13. Juli 1947 empfing er das Sakrament der Priesterweihe und wurde als Gemeindeseelsorger in seinem Heimatbistum Bayonne eingesetzt. 1949 wurde er Sekretär des dortigen Bischofs Léon-Albert Terrier. Nachdem er ab 1957 für die karitative Arbeit der Diözese verantwortlich war, stieg Etchegaray 1960 zum Generalvikar in Bayonne auf.
Ab 1961 wirkte er in verantwortlicher Position im Sekretariat der Französischen Bischofskonferenz und war an der Einrichtung des Sekretariats für Seelsorgefragen maßgeblich beteiligt. Am 4. August 1962 verlieh ihm Papst Johannes XXIII. den Ehrentitel Hausprälat Seiner Heiligkeit. In den Jahren 1966 bis 1970 übernahm er bei der Französischen Bischofskonferenz die Aufgabe des Generalsekretärs.
Am 29. März 1969 ernannte ihn Papst Paul VI. zum Titularbischof von Gemellae in Numidia sowie zum Weihbischof in Paris. Am 27. Mai 1969 empfing er durch François Kardinal Marty die Bischofsweihe; Mitkonsekratoren waren der Erzbischof von Rennes, Paul Kardinal Gouyon und Kurienbischof Władysław Rubin. Ein Jahr darauf wurde Etchegaray Erzbischof von Marseille. 1971 wurde er erster Präsident des Rats der Europäischen Bischofskonferenzen, was er bis 1979 blieb. 1975 wurde er als Nachfolger von Kardinal Marty Vorsitzender der Französischen Bischofskonferenz und versah dieses Amt bis 1981. Diesem folgte er im selben Jahr auch im Amt des Prälaten der Mission de France o Pontigny nach, das er ebenfalls bis 1981 ausübte.
Am 30. Juni 1979 nahm ihn Papst Johannes Paul II. als Kardinalpriester mit der Titelkirche San Leone I. in das Kardinalskollegium auf, 1984 ernannte er ihn zum Präsidenten des Päpstlichen Rates „Cor Unum“ und des Päpstlichen Rates „Iustitia et Pax“. Die Leitung für „Cor Unum“ hatte Roger Etchegaray bis 1995 inne. 1994 bestimmte ihn der Papst zum Präsidenten des Zentralkomitees für die Vorbereitung des Heiligen Jahres 2000. Am 24. Juni 1998 nahm Papst Johannes Paul II. seinen altersbedingten Rücktritt als Präsident des Rates „Iustitia et Pax“ an und erhob ihn zum Kardinalbischof von Porto-Santa Rufina. Die Einführung als Kardinalbischof fand am 4. Oktober desselben Jahres statt.
Besondere Verdienste erwarb sich Kardinal Etchegaray durch seine Vermittlungsversuche in verschiedenen Krisenherden der Welt. Johannes Paul II. machte ihn zum Sondergesandten in Friedensmissionen, z. B. ins belagerte Sarajevo, in das Bürgerkriegsland Mosambik, 2001 ins belagerte Bethlehem, um die Auseinandersetzungen zwischen Israelis und Palästinensern um die Geburtskirche zu beenden, 2003 in den Irak, um den irakischen Machthaber Saddam Hussein so weit zu bringen, dass er sich dem Willen der USA beugt, und so einen Krieg zwischen beiden Staaten zu verhindern. Da er die Altersgrenze von 80 Jahren bereits 2002 überschritten hatte, nahm Kardinal Etchegaray weder am Konklave 2005 noch am Konklave 2013 teil.
Am 30. April 2005 bestätigte ihn Papst Benedikt XVI. als neuen Subdekan des Kardinalskollegiums. Der bisherige Subdekan Angelo Kardinal Sodano war zuvor als Nachfolger des neuen Papstes zum Dekan des Kollegiums gewählt worden.

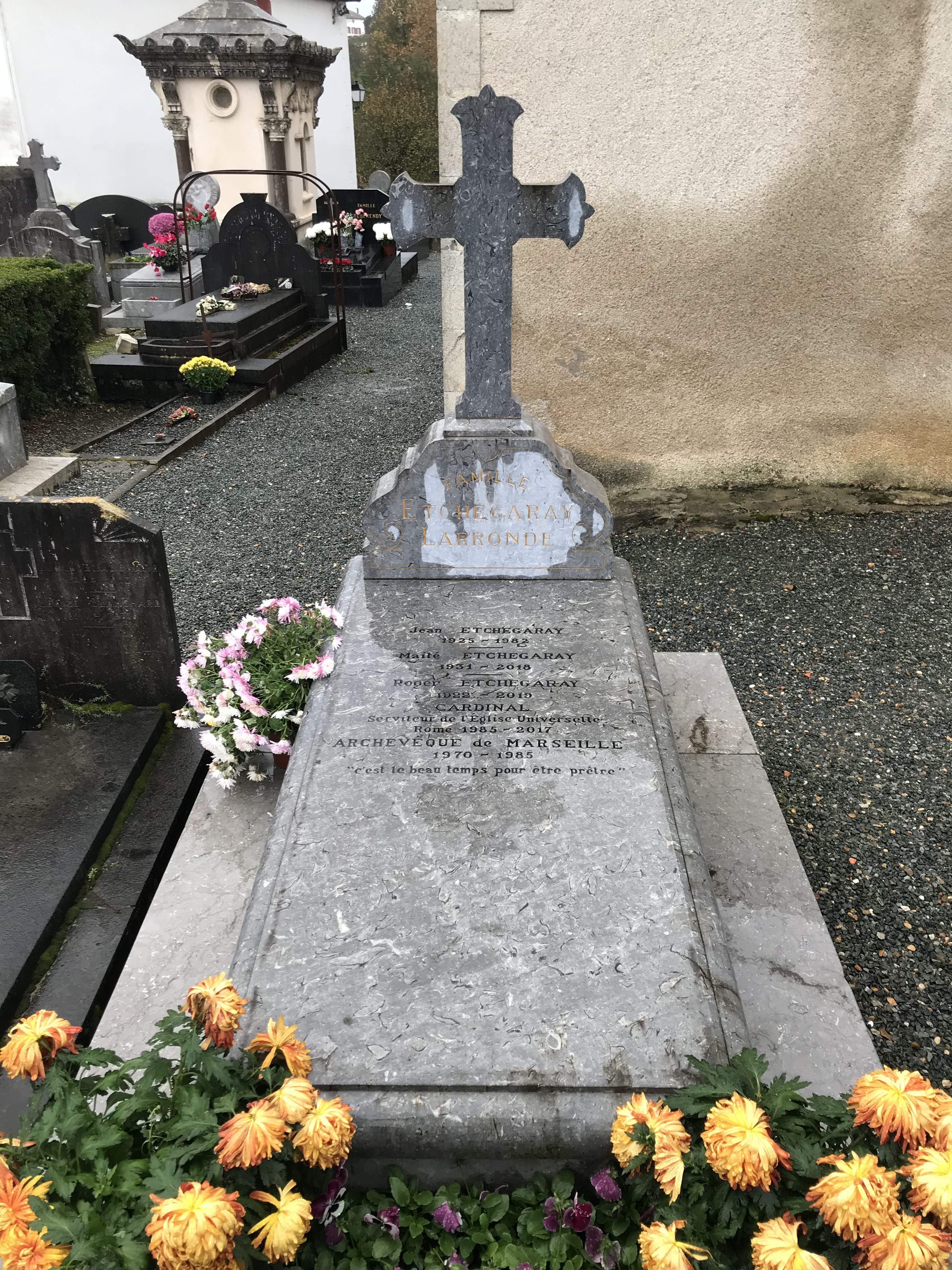
Grab von Kardinal Etchegaray in Espelette

Als Benedikt XVI. am 24. Dezember 2009 während der Christmette von einer Frau überraschend angesprungen wurde und dabei zu Boden fiel, stürzte auch Etchegaray, da er von einem zivilen Bodyguard zu Boden gerissen wurde. Er erlitt einen Oberschenkelhalsbruch und musste operiert werden, wohingegen Benedikt XVI. unverletzt blieb. Nach 3 Wochen in der Gemelli-Klinik konnte Etchegaray schließlich entlassen werden. Am 25. Oktober 2015 stürzte Kardinal Etchegaray während der Abschlussmesse zur Familiensynode. Er verlor das Gleichgewicht, als Papst Franziskus ihm beim Auszug die Hand geben wollte, und erlitt erneut eine Fraktur am Oberschenkel. Am 10. Juni 2017 entband ihn Papst Franziskus auf seine Bitte vom Amt des Subdekans des Kardinalkollegiums.
Kardinal Etchegaray lebte zuletzt in einem Altenheim in Cambo-les-Bains, wo er im September 2019 starb.

## Ehrungen, Auszeichnungen und Preise

### Orden
- Großkreuz des Verdienstordens der Republik Ungarn (1992)
- Großoffizier der Ehrenlegion  (2002)
- Großkreuz der Ehrenlegion (2014)
- Ballei–Großkreuz des Konstantinordens (Religiöser und Militärischer Konstantinischer Georgsorden)
- Komtur (Commandeur) des französischen Ordre national du Mérite

### Preise
- Journalistenpreis Golden Doves for Peace des italienischen Istituto di Ricerche Internazionali Archivio Disarmo (2003)
- Félix-Houphouët-Boigny-Friedenspreis mit Mustafa Cerić (2003)